# Gérard Duprat
Pour les articles homonymes, voir Duprat.
Gérard Duprat (né Raymond Duprat le 4 octobre 1912 à Saint-Pierre-de-Mons et mort le 3 novembre 1980 à Pessac), est un militant socialiste puis communiste et syndicaliste CGT de Lot-et-Garonne. Résistant.

## Biographie
Né le 4 octobre 1912 à Saint-Pierre-de-Mons (Gironde), Gérard Duprat, après un bref passage comme apprenti coiffeur exerce la profession d’ouvrier du bâtiment. Durant les années 1930, il adhère à la SFIO et milite activement dans la CGT en tant que secrétaire du syndicat du bâtiment. Mobilisé en 1939, il est fait prisonnier. Il s’évade du camp de Fourchambault dans la Nièvre et rejoint le mouvement de résistance Libération (réseau sud) dont il devient l’un des responsables. Arrêté en 1943, Duprat est condamné par le tribunal correctionnel à six mois de prison pour propagande communiste. Celui-ci réussit une fois encore à s’évader du chantier pénitentiaire où il est détenu. À la Libération, il est chargé des fonctions de responsable interrégional du Front national à Toulouse et de secrétaire à la presse et à la propagande du PCF. C’est durant cette période qu’il suivit pour la première fois les cours de l’École Centrale du PCF. Orateur talentueux, aux formules violentes, il joua un rôle non négligeable dans les milieux ouvriers lot-et-garonnais. C’est cette influence qui lui permit d’enlever le tout nouveau 4e siège de député de Lot-et-Garonne, le 10 novembre 1946, mandat qu’il préserve sans discontinuer jusqu’au 17 juin 1952 pour le retrouver du 2 janvier 1956 au 28 novembre 1958. Candidat malheureux par la suite, il continue sa carrière dans l’appareil. Dès janvier 1959, il est nommé représentant régional des éditions du Cercle d’Art pour le Sud-Ouest et conserve son poste de secrétaire fédéral. Il est élu conseiller général de Casteljaloux de 1951 à 1958 et d’Agen de 1961 à 1979. Adjoint au maire d'Agen de 1971 à 1977, il milite aussi à la Ligue des droits de l'homme. Il est décédé le 3 novembre 1980 à Pessac (Gironde).